# Endecous onthophagus
Endecous onthophagus är en insektsart som först beskrevs av Berg, C. 1891.  Endecous onthophagus ingår i släktet Endecous och familjen syrsor. Inga underarter finns listade i Catalogue of Life.